# Glypta rohweri
Glypta rohweri är en stekelart som beskrevs av Dasch 1988. Glypta rohweri ingår i släktet Glypta och familjen brokparasitsteklar. Inga underarter finns listade i Catalogue of Life.